# Nederlands Film Festival 1981
Het Nederlands Film Festival 1981 was de 1e editie van het festival en het werd gehouden  in Utrecht.

## Prijzen

### Gouden Kalf
- Beste lange speelfilm: Pieter Verhoeff - Het teken van het beest
- Beste korte film: Spurs of Tango - Henri Plaat
- Beste acteur: Rutger Hauer - gehele oeuvre
- Beste actrice: Marja Kok - Het teken van het beest
- Beste geluid: Kees Linthorst

Er waren eervolle vermeldingen voor Luger van Theo van Gogh en Sempre piu difficile van Tom d'Angremond.
De jury bestond uit H.J. Knopper (voorzitter), Remco Campert, Jeroen Henneman, Harry Kümel, Ine Schenkkan, Mischa de Vreede, Jan Vrijman en Frank Zichem.